# Let That Weight Slide Off Your Shoulders
Let That Weight Slide Off Your Shoulders är Granadas tredje och sista studioalbum, utgivet 2004.

## Låtlista
1. "Where Stars Are Made" - 4:25
2. "Headlights" - 2:46
3. "No Way Down" - 3:30
4. "Drinking Problem" - 3:47
5. "No Title" - 2:47
6. "Death on a Thursday" - 3:55
7. "Some Day Soon" - 2:31
8. "Rush" - 5:32
9. "Movie Ends" - 4:30
10. "Train Song" - 2:55